# Allée Raymond-Nègre
Pour les articles homonymes, voir Nègre (homonymie).
L’allée Raymond-Nègre est une voie de communication de la ville de Joinville-le-Pont.

## Situation et accès
L’allée Raymond-Nègre est incluse à l’intérieur de la zone des Studios ; elle n’est pas accessible aux véhicules automobiles.

## Origine du nom
L’allée est baptisée d’après Raymond Nègre (1908-1985), directeur artistique et chef décorateur français, dans plus de soixante films de cette période. Il reste une figure emblématique aux studios de Joinville.

## Historique
La zone d’aménagement concerté des Studios, dans le quartier de Palissy, est un projet lancé en 1987 et achevé en mars 2005, situé sur les sites des anciens studios de cinéma de Joinville, occupés notamment par la société Charles-Pathé, l’ORTF et la Société française de production.
Raymond Nègre résidait à Joinville-le-Pont et y a travaillé.

## Bâtiments remarquables et lieux de mémoire
Plusieurs équipements publics communaux sont desservis par l’allée Raymond-Nègre : l’école maternelle publique P’tit Gibus et, à proximité, le gymnase Émile-Lecuirot. 

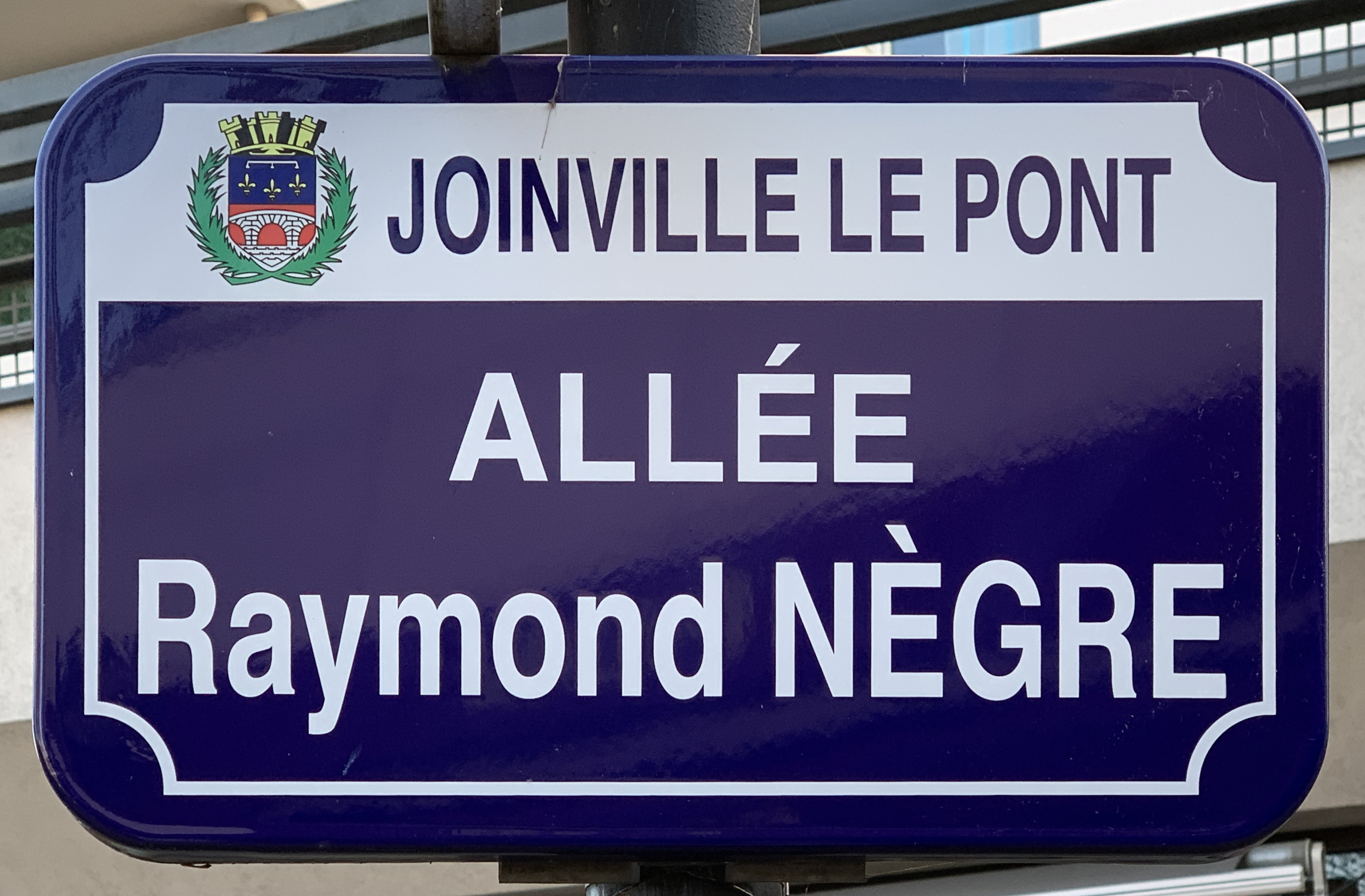
Plaque de l’allée Raymond-Nègre.
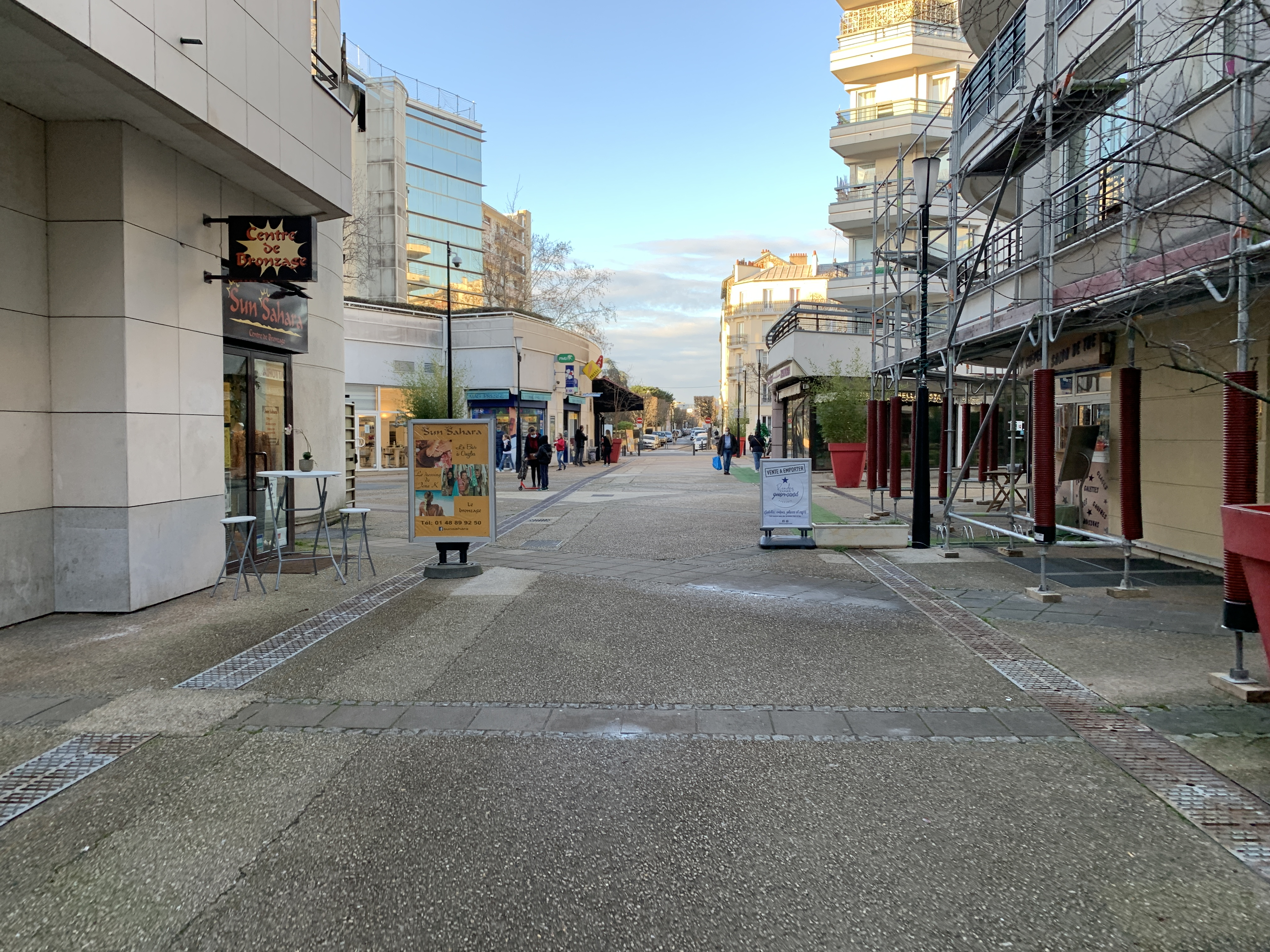
Vue de l’allée Raymond-Nègre.